# Відкритий чемпіонат Австралії з тенісу 1988
Відкритий чемпіонат Австралії з тенісу 1988 — тенісний турнір, що проходив між 11 січня та 24 січня 1988 року на кортах Мельбурн-Парку в Мельбурні, Австралія. Це був 76-ий чемпіонат Австралії з тенісу і перший турнір Великого шолома в 1988 році. Турнір входив до програм ATP та WTA турів.

## Огляд подій та досягнень
В одиночному розряді чоловіків переможець двох попередніх чемпіонатів Австралії Стефан Едберг програв у півфіналі Матсу Віландеру. який і став чемпіоном. Він виграв австралійський чемпіонат утретє, а загалом це була його 5-а перемога в турнірах Великого шолома. 
У жінок нова чемпіонка Штеффі Граф перемогла минулорічну — Гану Мандлікову в чвертьфіналі. Граф виграла свій перший чемпіонат Австралії та другий титул Великого шолома. Так було зроблено перший крок до золотого календарного великого шолома.

## Результати фінальних матчів

### Дорослі
| Одиночний розряд. Чоловіки      |                                   |                              |
| Матс Віландер                   | Пет Кеш                           | 6–3, 6–7(3–7), 3–6, 6–1, 8–6 |
|                                 |                                   |                              |
| Одиночний розряд. Жінки         |                                   |                              |
| Штеффі Граф                     | Кріс Еверт                        | 6–1, 7–6(7–3)                |
|                                 |                                   |                              |
| Парний розряд. Чоловіки         |                                   |                              |
| Рік Ліч Джим П'ю                | Джеремі Бейтс Петер Лундгрен      | 6–3, 6–2, 6–3                |
|                                 |                                   |                              |
| Парний розряд. Жінки            |                                   |                              |
| Мартіна Навратілова Пем Шрайвер | Кріс Еверт Венді Тернбулл         | 6–0, 7–5                     |
|                                 |                                   |                              |
| Мікст                           |                                   |                              |
| Яна Новотна Джим П'ю            | Мартіна Навратілова Тім Галліксон | 5–7, 6–2, 6–4                |
|                                 |                                   |                              |

### Юніори
| Одиночний розряд. Хлопці          |                                |          |
| Джоан Андерсон                    | Ендрю Флорент                  | 7–5, 7–6 |
|                                   |                                |          |
| Одиночний розряд. Дівчата         |                                |          |
| Джо-Енн Фаулл                     | Еммануелль Дерлі               | 6–4, 6–4 |
|                                   |                                |          |
| Парний розряд. Хлопці             |                                |          |
| Джейсон Столтенберг Тодд Вудбрідж | Джоан Андерсон Річард Фромберг | 6–3, 6–2 |
|                                   |                                |          |
| Парний розряд. Дівчата            |                                |          |
| Джо-Енн Фаулл Рейчел Маккіллан    | Кейт Макдонналд Ренне Стаббс   | 6–1, 7–5 |
|                                   |                                |          |